# やなせたかしシアター
『やなせたかしシアター』は、2012年12月1日公開のやなせたかし絵本を原作とする3作の日本のアニメーション映画作品。

## 概要
絵本作家やなせたかしの絵本作品『ハルのふえ』をメインに『それいけ!アンパンマン』『ロボくんとことり』の3作をアニメ化。

## ハルのふえ
この映画のメイン作品となる中編アニメ。第24回東京国際映画祭特別招待作品。作者が最も映像化したかったという作品で、読み聞かせ絵本雑誌『おひさま』に掲載され、2009年に絵本（小学館 ISBN 978-4097263784）が発行。映画完成から1年以上経って公開された。
キャッチコピーは「はなれていても、ずっといっしょ。」。

### あらすじ
タヌキのハルは、森の奥に置き去りにされていた人間の赤ちゃんを拾う。赤ちゃんを「パル」と名付け、人間の母親に化けて大切に育てる。
すくすくと育ったパルは、音楽家・チョコパンに音楽の才能を見出され、音楽家の道を進むべくハルや森の仲間達と別れ都会へ出る。
初めての都会に戸惑いながらも、チョコパンによる厳しい指導に耐えつつ徐々にフルート演奏の実力を高めていったパルは、強力なライバル・ミロも出場する音楽コンクールの舞台へ立つ事に。
一方ハルは、そんなパルの幸せを祈りつつ人間の姿のまま暮らす事を決意していたが、ある出来事をきっかけに消息を絶ってしまう。
時は流れ、フルートの名演奏家として立派に成長したパル。そして、森へ帰って来た彼に一つの奇跡が訪れる。

### 登場人物
パル・ハル・チョコパン以外はオリジナルキャラクター。
パル
声 - 戸田恵子、いのくちゆか（赤ちゃん時代）
主人公。人間の赤ちゃん。タヌキだったことを知らず、ハルに育てられるが、音楽家のチョコパンに引き取られる。後に才能を認められ、やがてハルとの別れが訪れる。
ハル
声 - 野沢雅子、佐久間レイ（歌）
宙返りや草笛、そして変身が得意な森の人気者のタヌキ。人間のお母さんに化けパルを育てるが、別れてから「いつでも迎えられるように」と人間の姿のままでいることを誓い、パルを心配するようになる。
ミロ・ザマー
声 - 中尾隆聖
パルのライバル。才能あふれる都会派の英才教育を受けた最年少音楽家。毎年大会は優勝しているが、密かに実力を認めていたパルに優勝を取られてしまった。ちなみに、彼の名前を逆から読むと「ザマー・ミロ（ざまあみろ）」になる。
チョコパン
声 - 増岡弘
音楽家でマリーの祖父。ハルから教わった草笛を美しく奏でるパルの才能を認め、彼を引き取り音楽家として育てる。気は優しいが、音楽の指導は厳格。パルやマリーは彼の指導で才能を磨いた。
マリー
声 - かないみか
チョコパンの孫娘。パルのガールフレンド。ピアノを演奏する。都会派で自分を鼻にかけるミロを嫌っている。お嬢様らしく優しい性格だが、お転婆な一面もある。
弟子
チョコパンの元弟子。彼の厳しい指導と音楽に向いていなかったため、荷物をまとめて辞めてしまった。
Aの声 - 桜井敏治
太めの方。
Bの声 - 小田敏充
痩せた方。
ねずみ
声 - 三ツ矢雄二
チョコパンの家に住むネズミ。パルの人間界の初めての友達。ハルの家を調べ、彼女を案内しようとしたが、ハルは道ではぐれたり、都会の広さに圧倒されていた。
ミセス・ザマー
声 - 滝沢ロコ
ミロの母。息子の才能に絶対的な自信を持っている。ネズミが苦手。
ウサギ
声 - 佐久間レイ
リス
声 - 吉田小南美
サル
声 - 愛河里花子
クマ
声 - 佐藤智恵
ハルと共に森に住む動物たち。
アナウンサー
声 - 佐藤正治
テレビナレーション
声 - 中田隼人
ギャル
声 - 吉田小百合
やなせうさぎ
声 - 城山堅
冒頭で案内役として登場。
ナレーション
声 - 島本須美

### スタッフ
- 監督・絵コンテ - 川又浩
- 脚本 - 島田満
- 作画監督 - 千葉源太
- 音楽 - 小森昭宏
- 原作 - やなせたかし
- 制作協力 - アンサー・スタジオ
- 製作 - トムス・エンタテインメント
- 配給 - 東京テアトル

### 主題歌
エンディング曲「ハルのふえ」
作詞 - やなせたかし
作曲 - 佐藤允彦
歌 - はいだしょうこ
挿入歌「たぬきの子守唄」
作詞 - やなせたかし
作曲 - 小森昭宏
歌 - 佐久間レイ

## アンパンマンが生まれた日
『それいけ!アンパンマン』第1話「アンパンマン誕生」をベースにしたミュージカル風の短編アニメを同時併映。第1話のリメイクというよりはプロローグに近く、アンパンマンが誕生するまでのジャムおじさん達の日常を描いた内容が中心となっている。

### 登場人物

#### 主要キャラクター
アンパンマン
声 - 戸田恵子
主人公。パン工場に残された最後の小麦粉で作られたあんパンに「いのちの星」が降り注ぎ、誕生した。名付け親は本人が自ら名乗った。
ジャムおじさん
声 - 増岡弘
本作における重要キャラクター。ひもじい者の所へ飛んで行くような「優しい心を持ったパン」を作ろうと試みるが、なかなか上手くいかない。
バタコさん
声 - 佐久間レイ
ジャムおじさんの助手を務める少女。
やなせうさぎ
声 - 城山堅
砂漠で生き倒れになっていたところをアンパンマンに助けられた。
以下のキャラクターは声無し。
ばいきんまん
「アンパンマンと同時にばいきんまんが誕生した」という趣旨のシーンで登場。だだんだんを作り、悪役軍団と一緒に悪さをしようとするが、アンパンマンのアンパンチでふっとばされてしまった。その後、アンパンマンから顔をもらい笑顔で食べていた。
めいけんチーズ
子犬の時に、森で捨てられていたところをアンパンマンに助けられた。

#### その他の登場キャラクター
ドキンちゃん
ホラーマン
ばいきんまんの仲間たち。ばいきんまんと一緒にアンパンマンからもらった顔を食べていた。
カレーパンマン
しょくぱんまん
メロンパンナ
ロールパンナ
クリームパンダ
以上アンパンマンの次に作られたキャラクター。
だだんだん
ばいきんまんのメカ。悪役軍団と手を組んで悪さをするが、アンパンマンのアンパンチでまとめてふっとばされてしまった。
おむすびまん
こむすびまん
かつぶしまん
鉄火のマキちゃん
らーめんてんし
以上、アンパンマンから顔をもらうシーンで登場。
悪役軍団
へどろまん
氷の女王
雪鬼
黒バラ女王
どろみずまん
こおり鬼
くらやみまん
すなおとこ
「虹のピラミッド」同様、ラッパを持つ者とトライアングルを持つ2人組で登場。
化石の魔王
かぜこんこん
やみの女王
砂の魔王
　以上ばいきんまんと手を組んで悪さをするが、アンパンマンのアンパンチでばいきんまんもろともふっとばされてしまった。
アンコラ
コアンコラ
アンコラ登場の時点では生まれていなかったが、こちらでは生まれている。
ピーター
チェロヒキーさん
ユキダルマン
以上ジャムおじさんからパンをもらったキャラクター。
プリンちゃん
エクレアさん
どんぶりまんトリオ
てんどんまん
カツドンマン
かまめしどん
カバオくん
ピョン吉
ウサ子
ちびぞうくん
みみせんせい
クマ太
ネコ美
モン吉
ブタお
コン太
以上、アンパンマンから顔をもらったキャラクター。

### スタッフ
- 脚本 - 米村正二
- 音楽 - いずみたく、近藤浩章
- 原作 - やなせたかし
- 制作協力 - アンサー・スタジオ
- 製作 - トムス・エンタテインメント

### 挿入歌
『生きてるパンをつくろう（Brand New ver.）』
歌 - 増岡弘（ジャムおじさん）、佐久間レイ（バタコさん）
『勇気の花がひらくとき』
本作ではオフヴォーカル版を使用。
『アンパンマンのマーチ』
歌 - ドリーミング

## ロボくんとことり
2008年4月23日発売の短編集OVA『やなせたかしメルヘン劇場 DVD-BOX 1』に収録された短編アニメの1作を同時併映。原作となる絵本（フレーベル館 ISBN 978-4577019832）は小学校教科書・道徳副読本『どうとく3ねん きみがいちばんひかるとき』にも選ばれており、作者から「愛の三部作」の第1作とされている。映画化に際しデジタルリマスター処理を行っている。